# Jażdżewski
Jażdżewski (forma żeńska: Jażdżewska, liczba mnoga: Jażdżewscy) – polskie nazwisko.

## Etymologia nazwiska
Istnieją trzy hipotezy pochodzenia nazwiska:  
1. Powstanie poprzez dodanie formantu -ski do nazwy miejscowej, w tym przypadku osady Jażdże w gminie Dygowo, lub Jażdżówki w gminie Iława. Hipoteza mało prawdopodobna.
2. Pochodzenie odapelatywne, wywodzące się od kaszubskiego rzeczownika o budowie przymiotnikowej jażdżevski, jażdżewsczi, jażdżewskô – osoba lubiąca podróżować (od czasownika jeździć (kaszb. jezdzëc, jeżdżëc).
3. Pochodzenie od kaszubskiej nazwy ryby Jazgarz (kaszb. Jôżdż) znanej też w wielu gwarach polskich pod formami jażdż, jazgar, jazgier, jezgarz, bazgier a także łyszkarz, żydzik, caryk i bobyr. Określenie Jażdżewski mogło być pierwotnie kaszubskim, żartobliwym określeniem rybaka. Forma Jażdż funkcjonowała jako skrót nazwiska Jażdżewski, ale możliwe że jest formą pierwotną, przezwiskiem rozszerzonym w sposób typowy dla Polski północnej przyrostkiem -ewski. Dzisiaj Jażdż jest nazwiskiem rzadkim i w Polsce północnej pojawia się tylko w Gdańsku[1]. Od nazwy ryby Jazgarz wywodzi się również nazwa miejscowości Jaszcz[2].

Nazwisko uległo licznym przekształceniom i pojawia się także w formach: Jazdrzewski, Jazdzejewski, Jazdzewski, Jazdziejewski, Jazdziewski, Jazdżewski, Jaźdzejewski, Jaźdzewski, Jaździejewski, Jaździewski, Jaźdżejewski, Jaźdżewski, Jażdrzewski, Jażdzejewski, Jażdzewski, Jażdziejewski, Jażdziewski, Jażdżejewski.

## Historia nazwiska
Najwcześniejsze wzmianki źródłowe o nazwisku pochodzą z XVIII w. W katastrze frydrycjańskim w Trzebuniu zanotowany został kowal Albr(echt) Jazdzewskj. Księgi metrykalne parafii Kościerzyna wspominają o Josephi Jaszcz w 1747 r. oraz Josephi Jażdzewski w 1754 r. W Walichnowach w powiecie tczewskim w 1763 r. zapisany został niejaki Jazdziewski. W księdze ślubów i w księdze zgonów parafii Ugoszcz pod Bytowem znajduje się ok. 20 zapisów z lat 1773-1792, występujących zawsze w formie Jażdżewski. Osoby te pochodziły z Żelewca pod Lipuszem, Czarnej Dąbrowy, Osławy Dąbrowy, Łubieńca i Skoszewa. Natomiast z lat 1749-1842 pochodzi ponad 30 poświadczeń w księdze Szkaplerza (jedynej zachowanej na Pomorzu), w postaci Jazdziewski, Jażdżewski, Jazdzewski, ze Skoszewa, Makowic, Żelewca, Płotowa, Łubieńca i Gliśna. W 1827 r. w Kielnie w powiecie wejherowskim mieszkała Ewa Jażdzewska.
W formach Jażdżewski i Jazdzewski, nazwisko występuje od 1873 r. w Winonie, w stanie Minnesota (USA), a także w księgach metrykalnych parafii Barry's Bay, w prowincji Ontario (Kanada) w latach 1880-1915.

## Demografia
W 2002 r. według bazy PESEL mieszkało w Polsce 2640 Jażdżewskich (kobiet: 1324, mężczyzn: 1316), z czego najwięcej w powiatach chojnickim (615 osób) oraz kościerskim (254 osób).
W Polsce w styczniu 2018 r. mieszkało 1322 kobiet oraz 1340 mężczyzn o tym nazwisku, z czego najwięcej w woj. pomorskim, 968 mężczyzn oraz 964 kobiet.

## Znani przedstawiciele
- Antoni Jażdżewski – lekarz, dyplomata II Rzeczypospolitej
- Konrad Jażdżewski – archeolog, profesor archeologii na Uniwersytecie Łódzkim
- Ludwik Jażdżewski – ksiądz katolicki, teolog i polityk mniejszości polskiej w Cesarstwie Niemieckim